# 中空麻奈
中空 麻奈（なかぞら まな）は、日本の証券アナリスト、ESGストラテジスト。BNPパリバ証券グローバルマーケット統括本部副会長。経済財政諮問会議の議員。

## 経歴
慶應義塾大学経済学部卒業後、1991年野村総合研究所に入社、郵政省郵政研究所への出向を経験。1997年野村アセットマネジメントに移籍、クレジットアナリストとして金融セクター、ソブリン債を担当。以降はクレジットアナリシスに従事。2000年モルガン・スタンレー証券に移籍、事業会社セクターを担当。2004年JPモルガン証券に移籍し、クレジット調査部長として全セクターを担当。2008年、BNPパリバ証券にクレジット調査部長として入社。2011年9月から投資調査本部長、2019年1月から市場調査本部長を務めた。2020年2月、グローバルマーケット統括本部副会長（チーフクレジットストラテジスト、チーフESGストラテジストを兼任）に就いた。
2021年11月、経済財政諮問会議の民間議員への起用が発表された。同会議の民間議員に女性が起用されるのは、2001年の設置以降はじめてのこととなった。

## 主な役職
- 財政制度等審議会財政制度分科会起草委員
- 税制調査会委員
- 国税審議会委員
- 経済産業省サステナブルな企業価値創造のための長期経営・長期投資に資する対話研究会（SX研究会）委員
- 環境省グリーンボンド・グリーンローン等に関する検討会委員

## 人物
- リサーチという仕事柄、活字が好きでどのようなジャンルの本でも読む。その他にもゴルフ、書道が趣味である[7]。
- テレビ東京の大岡優一郎は、東京都立国立高等学校の同級生[8]。
- NHK『日曜討論』「どうする“研究力低下” これからの大学は」（2023年9月10日放送）にて、「私立だって助成金を出してきてしまった」、「集中と選択ができなくなって日本の研究力が落ちたという面はやっぱり否定できない」という見解を示した[9]。しかし、こうした見解は、最近の研究によれば誤っており、少額研究費を多くの研究者に配る方が効果が高い、とされている[10]。

## 著書
- 『早わかりサブプライム不況』（朝日新聞出版、2009年）
- 『ユーロ連鎖不況』（PHP研究所、2011年）
- 『図解ソブリンリスク早わかり』（中経出版、2012年）
- 『グローバル金融規制の潮流』（きんざい、2013年）